# Todireni
Todireni é uma comuna romena localizada no distrito de Botoşani, na região de Moldávia . A comuna possui uma área de 59.80 km² e sua população era de 3655 habitantes segundo o censo de 2007.